# Train (Niederbayern)
Train ist eine Gemeinde im niederbayerischen Landkreis Kelheim. Sie gehört zur Verwaltungsgemeinschaft Siegenburg.

## Geografie
Train liegt in der Hallertau und ist Teil der Planungsregion Regensburg.
Es gibt vier Gemeindeteile (in Klammern ist der Siedlungstyp angegeben):
- Mallmersdorf (Kirchdorf)
- Neukirchen (Kirchdorf)
- Sankt Johann (Dorf)
- Train (Pfarrdorf)

Es gibt die Gemarkungen Mallmersdorf, Staudach und Train.

## Geschichte

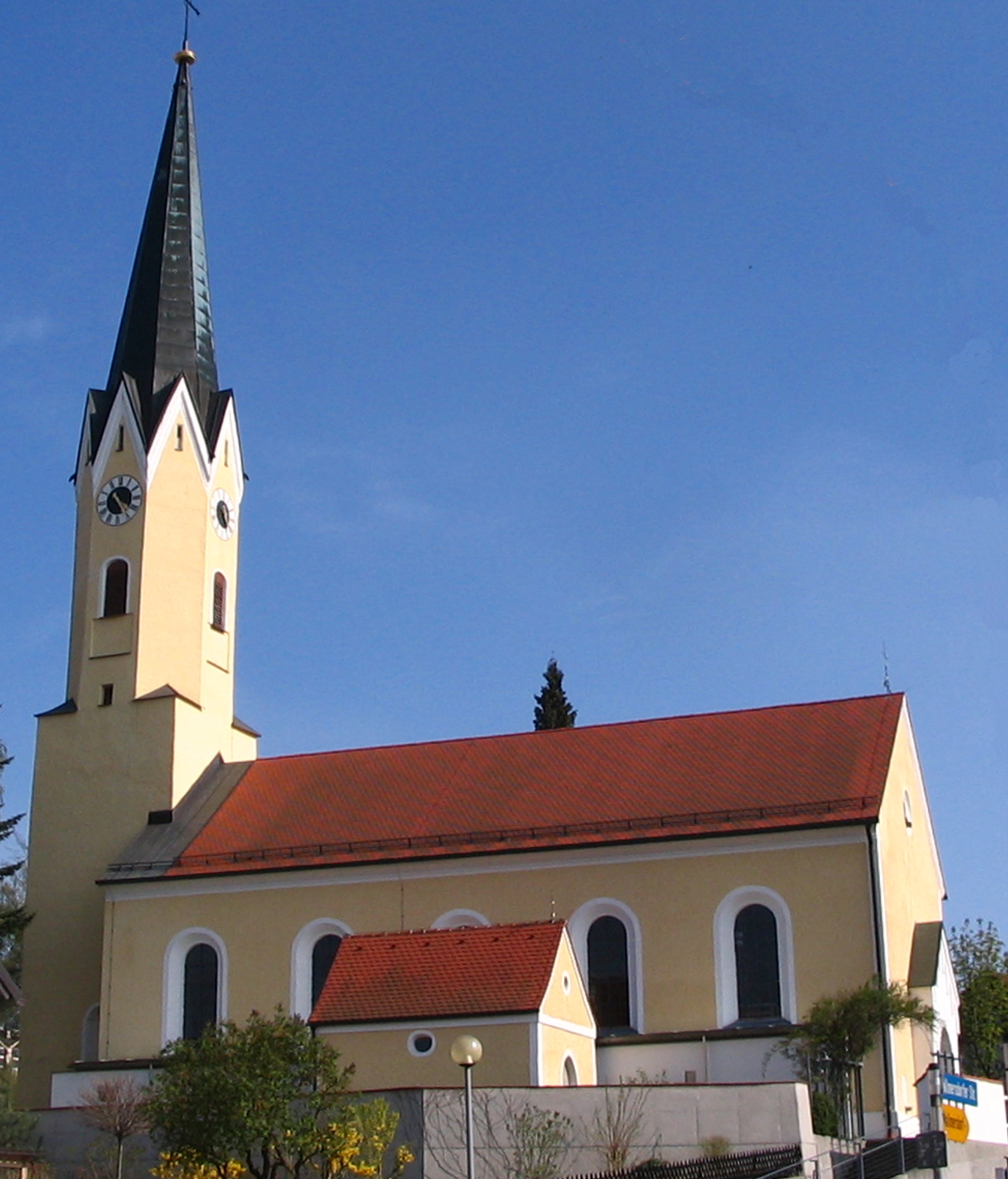
Pfarrkirche St. Michael

### Bis zur Gemeindegründung
Der Ort entstand um die Jahrtausendwende als „Hittinburg“ und wurde im 13. Jahrhundert in Train umbenannt. Unter den Besitzern des Hofmarkschlosses befinden sich mehrere bedeutende Adelsgeschlechter, darunter die Herren von Train als Erbauer, die Pfeffenhausener und Feurer, die Eckher von Kapfing und der Freiherr von Deuring, der 1722 das Schlossbenifizium ins Leben gerufen hat. 1780 erwarb Fürst Karl Anselm von Thurn und Taxis die Hofmark, die er seiner 1787 morganatisch geehelichten Dienstbotin und Mätresse Elisabeth Hildebrand aus Berchtesgaden überließ, die zur Frau von Train geadelt wurde. 1820 erwarb der Freiherr von Axter das Schloss, 1826 Johann von Müllern. Nach Zerstörung im Dreißigjährigen Krieg wurde das Schloss im 17. Jahrhundert neu erbaut.
Der vielleicht berühmteste Gast, den die Schlossmauern einst beherbergt haben, war Emanuel Schikaneder, der mit Elisabeth von Train befreundet war. Teile seines Textbuches zur Mozart-Oper „Die Zauberflöte“ soll er hier verfasst haben, was aber wohl eine Legende ist. Besonders ereignisreich war die Ära der Elisabeth von Train, die von 1788 bis 1807 Schlossherrin war. Während ihrer Herrschaft kam es sogar zu zwei aufsehenerregenden Volksaufständen. Im Zuge der Verwaltungsreformen im Königreich Bayern entstand mit dem Gemeindeedikt von 1818 die heutige politische Gemeinde.

### 20. Jahrhundert
Seit 1980 ist Train auch der Sitz einer katholischen Pfarrgemeinde.
Der Lehnerhof, ein traditioneller Trainer Hopfenbauernhof der Familie Nikolaus und Maria Kirchhammer (vermittelt durch Eleonora Decker aus Train, transloziert von Martin Ortmeier), ist seit 1995 als Denkmal der Hallertauer Hopfenbauerntradition im Freilichtmuseum Massing.

### Eingemeindungen
Im Jahr 1945 oder 1946 wurde ein Teil der aufgelösten Gemeinde Staudach eingegliedert.

### Einwohnerentwicklung
Im Zeitraum 1988 bis 2018 stieg die Einwohnerzahl von 1364 auf 1897 um 533 Einwohner bzw. um 39,1 %.

## Politik

### Gemeinderat
Die Gemeinderatswahl 2020 ergab folgende Stimmenanteile und Sitzverteilung:
- CSU/Unabhängige Wähler: 55,38 % (7 Sitze)
- Unabhängige Liste: 44,62 % (5 Sitze)

### Bürgermeister
Erster Bürgermeister ist seit Mai 2002 Gerhard Zeitler (Unabhängige Liste).

### Wappen
| | Blasonierung: „Im Zinnenschnitt schräg geteilt von Silber und Blau; unten ein silbernes Schildchen mit einem durchgehenden blauen Andreaskreuz.“ |
| Wappenbegründung: Das Wappen enthält Elemente aus den heraldischen Abzeichen zweier als Inhaber des Schlosses und der Hofmark Train für die Geschichte der Gemeinde seit dem 16. Jahrhundert wichtiger Adelsgeschlechter. Der Sparren ist aus dem Wappen der Pfeffenhauser übernommen, die Anfang des 17. Jahrhunderts ausgestorben sind. Die Dreizahl der Rauten stammt aus dem Wappen der Ecker von Kapfing. | |

## Sehenswürdigkeiten

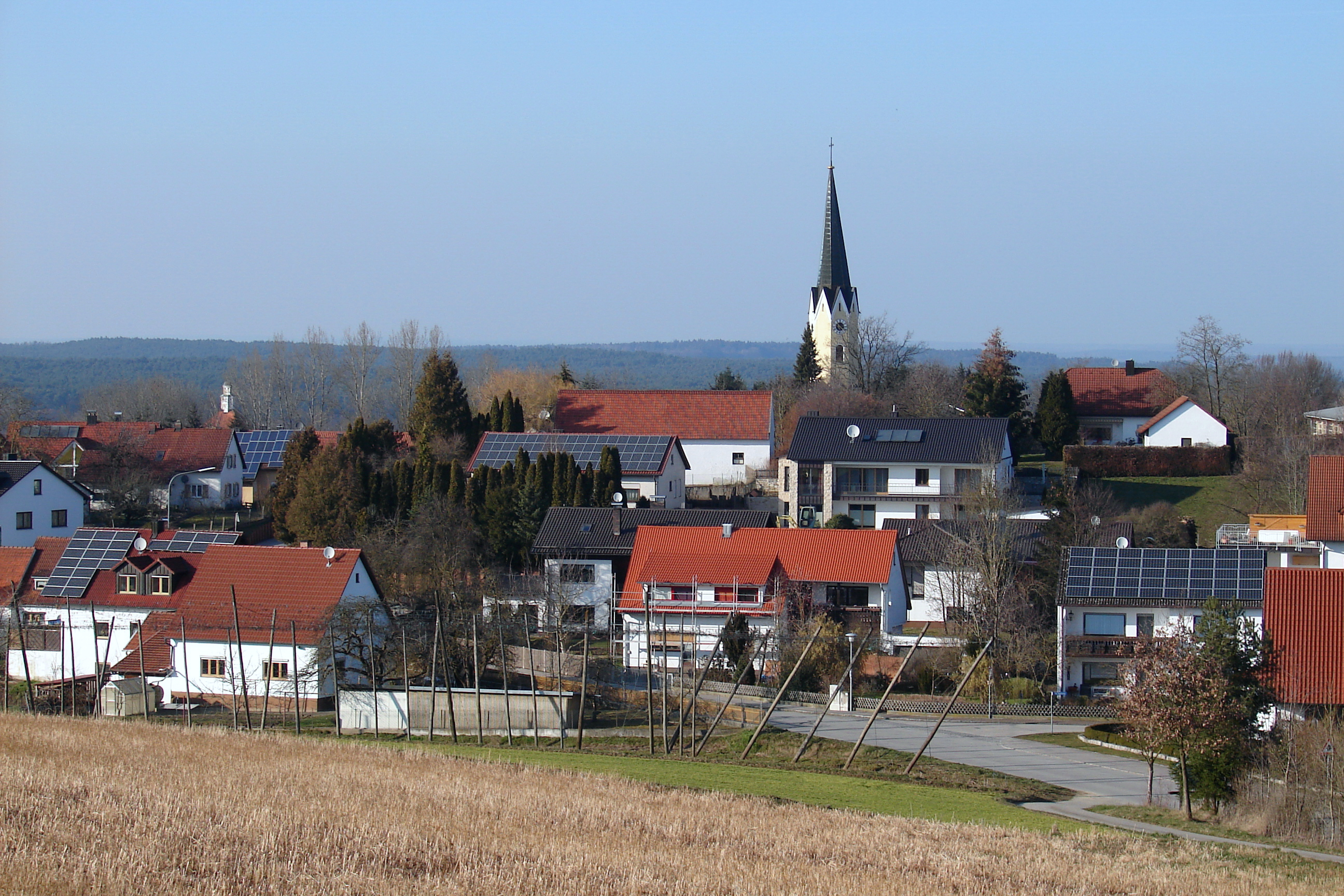
Ortsansicht von Süden

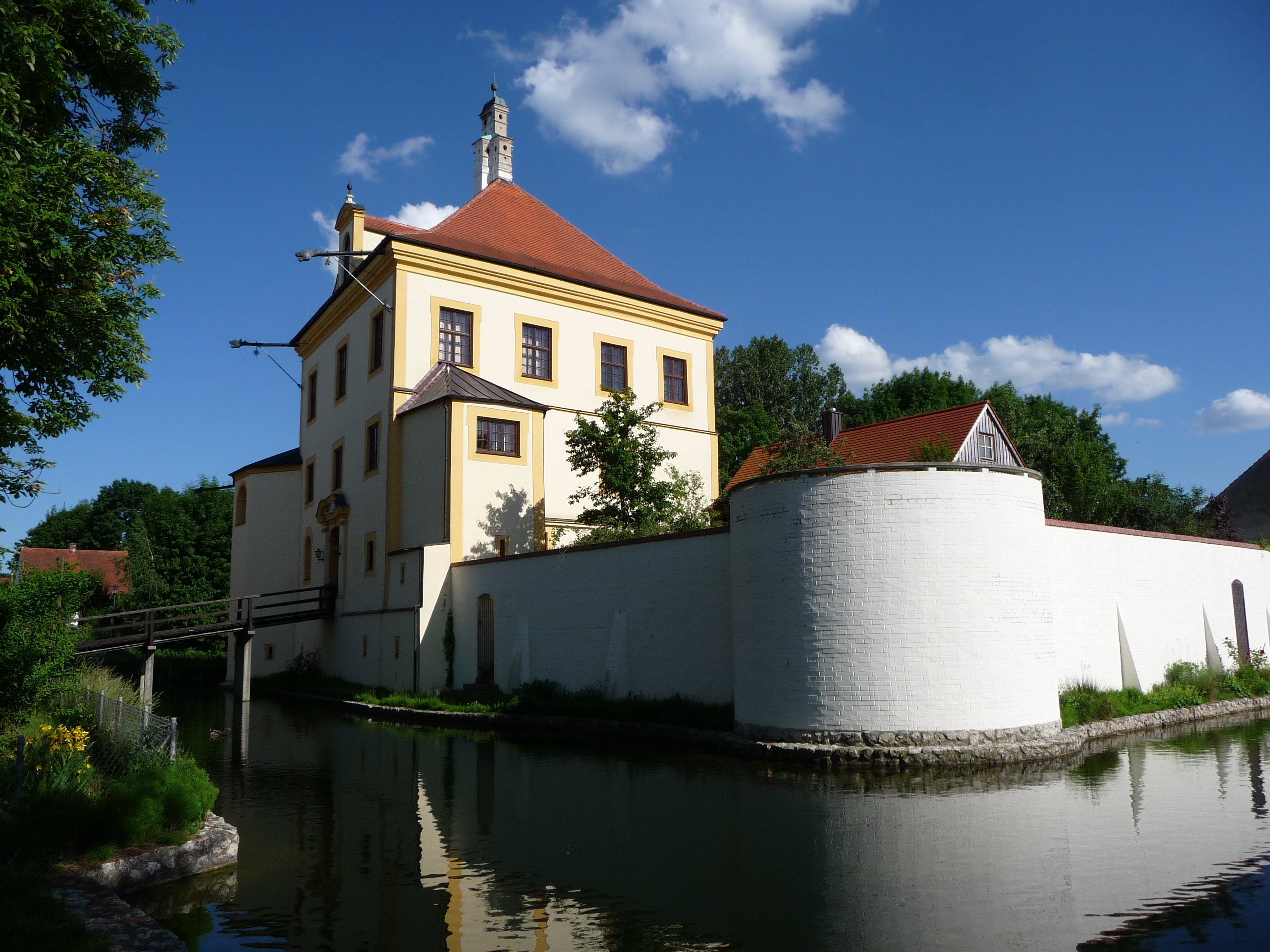
Wasserschloss Train

Das Wasserschloss Train wurde im 15. Jh. durch den Hofmarksherren von Train erbaut. Den Eckern ist der Wiederaufbau des im Dreißigjährigen Krieg zerstörten Schlosses zu verdanken. Zum Schloss gehört eine schöne Wallfahrtskapelle, deren Rokoko-Altar der Landshuter Meister Christian Jorhan (der Ältere) schuf. Die als wundertätig verehrte, schwarze Madonna – eine 1683 geschnitzte Nachbildung der Altöttinger Gnadenstatue – zog um 1700 viele Gläubige an. Fast täglich kamen Wallfahrten aus teils weit entfernten Pfarreien.
Sehenswert ist außerdem die Pfarrkirche St. Michael, die in den Jahren 1995/96 erweitert und restauriert wurde. Die Turmunterbau mit Kastenchor und Stuckdecke stammen aus dem Jahre 1674, während das Langhaus aufgrund von Einsturzgefahr 1835 neu errichtet worden war. Erst 1980 wurde das einstige Benefizium Train, das aus der ehemaligen Schlosskapellenstiftung hervorgegangen war, zur Pfarrei erhoben.
Eine weitere Kirche gab es früher am Vitalisberg. Sie war dem heiligen Vitalis geweiht, musste aber Anfang des 19. Jahrhunderts „auf kurfürstlichen Befehl“ abgebrochen werden. In den Dörfern Mallmersdorf und Neukirchen befinden sich schöne Filialkirchen. Die kleine Kirche St. Georg in Neukirchen ist romanisch und diente der Bevölkerung zu Kriegszeiten als Wehrkirche. Hier führte einst die alte Salzstraße vorüber. Bei St. Johann steht eine neugebaute Kapelle, die daran erinnert, dass der Ort erst im Jahre 1806 entstanden ist, nachdem man eine durch Brand beschädigte Waldkapelle in ein erstes Wohnhaus umbaute. Erholung und Stille bietet der weitläufige Dürnbucher Forst, der sich nordwestlich an das Gemeindegebiet anschließt. Ein Besuch lohnt die einsame Waldkapelle „Mariahilf“, wo um 1745 ein Krämer von Räubern überfallen wurde und durch die Anrufung der Muttergottes gerettet wurde.

## Wirtschaft und Infrastruktur

### Verkehr
Über die Autobahnauffahrt im Nachbarort Elsendorf ist Train an die Autobahn A93 München-Regensburg angebunden. Durch den Ortsteil St. Johann führt die Bundesstraße B301 nach Mainburg bzw. Abensberg.

### Ansässige Unternehmen
Das größte Unternehmen am Ort ist die Hopfenveredelung St. Johann mit gut 140 Mitarbeitern. Es handelt sich um das größte und modernste Hopfenverarbeitungswerk der Welt. Der überwiegende Teil der in der Welt verarbeiteten Hopfenpellets europäischen Ursprungs werden dort aus Hopfen aus ganz Europa erzeugt. Das Werk ist Teil der internationalen Hopfenhandelskonzerne BarthHaas und HVG.

## Persönlichkeiten
- Johann Franz Eckher von Kapfing und Liechteneck (1649–1727), Fürstbischof von Freising von 1695 bis 1727, der den dortigen Dom von den Gebrüdern Asam im Barockstil großartig ausbauen ließ. Eckher legte auch den Grundstein zur Klosterkirche in Weltenburg.
- Josef Mühlbauer (1818–1848), Orgelbauer